# Gilson Trindade de Jesus
Gilson Trindade de Jesus (Salvador, 8 febbraio 1956) è un ex cestista brasiliano.

## Carriera
Con il Brasile ha disputato i Giochi olimpici di Mosca 1980, due edizioni dei Campionati mondiali (1978, 1982) e i Campionati americani del 1980.